# Dzwonkówka kwietniowa
Dzwonkówka kwietniowa (Entoloma aprile (Britzelm.) Sacc.) – gatunek grzybów z rodziny dzwonkówkowatych (Entolomataceae).

## Systematyka i nazewnictwo
Pozycja w klasyfikacji według Index Fungorum: Entoloma, Entolomataceae, Agaricales, Agaricomycetidae, Agaricomycetes, Agaricomycotina, Basidiomycota, Fungi.
Po raz pierwszy opisał go w 1885 r. Max Britzelmayr, nadając mu nazwę Agaricus aprilis. Obecną nazwę nadał mu w 1871 r. Pier Andrea Saccardo, przenosząc go do rodzaju Entoloma. Synonimy:
- Agaricus aprilis Britzelm. 1885
- Entoloma clypeatum var. aprile (Britzelm.) Krieglst. 2003
- Rhodophyllus aprilis (Britzelm.) Romagn. 1947
- Rhodophyllus aprilis (Britzelm.) Romagn. 1947 f. aprilis

Nazwę polską zaproponował Władysław Wojewoda w 2003 r.

## Morfologia
Kapelusz
Średnica 17–75 mm, kształt początkowo ostrostożkowaty do stożkowatego, potem rozszerzający się, dzwonkowaty, w końcu płaskowypukły z wyraźnym, często stożkowatym garbem. Brzeg początkowo lekko podgięty, potem prosty, czasami nieregularnie pofałdowany i popękany. Jest higrofaniczny. Powierzchnia w wilgotnym stanie o barwie ciemnej sepii, szarobrązowa lub żółtawobrązowa, nieznacznie jaśniejąca ku brzegowi. Jest prążkowana do 2/3 promienia kapelusza i gładka. W stanie suchym zmienia barwę na blado żółtawobrązową, czasami ze słabym oliwkowym odcieniem.
Blaszki
Średniogęste, wąsko przyrośnięte do głęboko wykrojonych. Liczba blaszek; 30–60, L=1–7. Początkowo są jasnoszare, potem różowe z brązowym lub szarym odcieniem.
Trzon
Wysokość 3–8,5 cm, grubość do 0,4–1,2 cm, cylindryczny, czasami z poszerzoną podstawą, rzadko bulwiasty, kruchy, łatwo rozszczepiający się podłużnie. Powierzchnia szara do szarobrązowej, rzadko brudnobiała. U podstawy nagi, poza tym silnie podłużnie prążkowany, pod kapeluszem oprószony.
Miąższ
Stosunkowo cienki, kruchy, u młodych owocników biały, u starszych z szarym odcieniem, zwłaszcza pod skórką. Zapach silnie mączno zjełczały.
Cechy mikroskopowe
Wysyp zarodników różowy. Zarodniki wielokątne, o rozmiarach 9,0–11,5 × 7,0–9,5 (–10,0) μm. Podstawki o rozmiarach (25–) 40–68 × 13–17 μm, 4–zarodnikowe (wyjątkowo 2-zarodnikowe), ze sprzążkami. Cystyd brak. Radialnie ułożone strzępki w skórce są cylindryczne, mają grubość 4–10 μm. Sprzążki liczne tylko w hymenium, poza tym rzadkie. Strzępki skórki są wewnątrzkomórkowo brązowo pigmentowane.
Gatunki podobne
Dzwonkówka kwietniowa jest blisko spokrewniona z dzwonkówką tarczowatą (Entoloma clypeatum), która również ma ciemno zabarwiony i higrofaniczny kapelusz. Dzwonkówka kwietniowa odróżnia się od niej jednak bardziej smukłym i kruchym trzonem i twardszym miąższem, mikroskopowo rzadszymi sprzążkami. Ponadto najczęściej rośnie w pobliżu wiązów, podczas gdy dzwonkówka tarczowata jest związana z gatunkami z rodziny różowatych. Wiosną pojawia się jeszcze dzwonkówka wiosenna (Entoloma vernum), ten gatunek jednak ma bardzo ciemnobrązowo-szary kapelusz i trzon i nie ma mącznego zapachu. Jest jeszcze wiele podobnych gatunków dzwonkówek. Pewne ich rozpoznanie często możliwe jest tylko poprzez analizę zarodników pod mikroskopem.

## Występowanie i siedlisko
Występuje w Europie. Na nizinach Europy Zachodniej i Północnej nie jest rzadka. W Polsce jej rozprzestrzenienie i częstość występowania nie są znane. W piśmiennictwie naukowym do 2003 r. podano tylko jedno stanowisko (w Roztoczańskim Parku Narodowym, 1972 r.).
Grzyb naziemny. Pojawia się w grupach w próchnicznym runie leśnym od kwietnia do czerwca.

## Znaczenie
Prawdopodobnie grzyb mykoryzowy. W niektórych przewodnikach jest opisywany jako jadalny, nie zaleca się jednak zbierania go, ze względu na możliwość pomylenia z trującymi dzwonkówkami. Rozróżnianie ich gatunków jest trudne.